# Lord's Cricket Ground
O Lord's Cricket Ground, chamado simplesmente de Lord's é um estádio de críquete em Londres, no Reino Unido, é a casa do Middlesex County Cricket Club e do Marylebone Cricket Club. Foi inaugurado em 1814 e é considerado um dos principais estádios de críquete do mundo, sendo também sede do England and Wales Cricket Board e do mais antigo museu do esporte. O estádio atual foi o terceiro construído na região, o primeiro foi o Lord's Old Ground (1787-1811), o segundo foi o Lord's Middle Ground (1811-1813).